# Badger (Iowa)
Badger ist eine Kleinstadt (mit dem Status "City") im Webster County im US-amerikanischen Bundesstaat Iowa. Im Jahr 2010 hatte Badger 561 Einwohner, deren Zahl sich bis 2013 auf 547 verringerte. Das U.S. Census Bureau hat bei der Volkszählung 2020 eine Einwohnerzahl von 522 ermittelt.

## Geografie
Badger liegt im nordwestlichen Zentrum Iowas am Badger Creek, der rund 5 km südwestlich in den Des Moines River mündet, einen rechten Nebenfluss des Mississippi. Die Grenze zu Minnesota verläuft rund 100 km nördlich; der am Missouri gelegene Schnittpunkt der Bundesstaaten Iowa, South Dakota und Nebraska befindet sich rund 210 km westlich von Badger.
Die geografischen Koordinaten von Badger sind 42°36′52″ nördlicher Breite und 94°08′46″ westlicher Länge. Die Stadt erstreckt sich über eine Fläche von 2,82 km² und ist die größte Ortschaft innerhalb der Badger Township.
Nachbarorte von Badger sind Thor (16 km nordöstlich), Vincent (13,1 km ostsüdöstlich), Fort Dodge (14,9 km südlich), Clare (19,7 km westsüdwestlich) und Humboldt (20,2 km nordnordwestlich).
Die nächstgelegenen größeren Städte sind die Twin Cities (Minneapolis und St. Paul) in Minnesota (333 km nordnordöstlich), Rochester in Minnesota (280 km nordöstlich), Waterloo (171 km östlich), Cedar Rapids (255 km ostsüdöstlich), Iowas Hauptstadt Des Moines (165 km südsüdöstlich), Kansas City in Missouri (447 km südlich), Nebraskas größte Stadt Omaha (285 km südwestlich), Nebraskas Hauptstadt Lincoln (364 km in der gleichen Richtung), Sioux City (207 km westlich) und South Dakotas größte Stadt Sioux Falls (306 km nordwestlich).

## Verkehr
In Badger befindet sich der nördliche Endpunkt des Iowa State Highway 413. Alle weiteren Straßen sind untergeordnete Landstraßen, teils unbefestigte Fahrwege sowie innerörtliche Verbindungsstraßen.
Mit dem Fort Dodge Regional Airport befindet sich 10,6 km südsüdwestlich ein Regionalflughafen, über den Verbindungen nach St. Louis und Chicago bestehen. Der nächste Großflughafen ist der 174 km südsüdöstlich gelegene Des Moines International Airport.

## Bevölkerung
Nach der Volkszählung im Jahr 2010 lebten in Badger 561 Menschen in 215 Haushalten. Die Bevölkerungsdichte betrug 198,9 Einwohner pro Quadratkilometer. In den 215 Haushalten lebten statistisch je 2,61 Personen.
Ethnisch betrachtet setzte sich die Bevölkerung zusammen aus 97,7 Prozent Weißen, 0,4 Prozent Afroamerikanern, 0,2 Prozent (eine Person) amerikanischen Ureinwohnern sowie 0,2 Prozent Asiaten; 1,6 Prozent stammten von zwei oder mehr Ethnien ab. Unabhängig von der ethnischen Zugehörigkeit waren 1,2 Prozent der Bevölkerung spanischer oder lateinamerikanischer Abstammung.
26,9 Prozent der Bevölkerung waren unter 18 Jahre alt, 60,4 Prozent waren zwischen 18 und 64 und 12,7 Prozent waren 65 Jahre oder älter. 50,6 Prozent der Bevölkerung waren weiblich.
Das mittlere jährliche Einkommen eines Haushalts lag bei 52.250 USD. Das Pro-Kopf-Einkommen betrug 24.377 USD. 6,6 Prozent der Einwohner lebten unterhalb der Armutsgrenze.